# Pancrase
Pour les articles homonymes, voir Pancrace (homonymie).
Le Pancrase ou Pancrase Hybrid Wrestling est une organisation fondée au Japon en 1993 par Masakatsu Funaki et Minoru Suzuki. Le nom Pancrase vient du pancrace, un sport de combat des Jeux olympiques antiques.
Ses fondateurs étaient des lutteurs professionnels (pro wrestlers) et les combats ressemblaient au départ à des combats de catch améliorés, c’est-à-dire non truqués mais avec des règles ressemblant à celles du catch (coup de poings fermés à la face interdit, prises devant être relâchée si l'adversaire parvient à toucher une des cordes enserrant le ring, etc.). Ces règles tranchaient avec celles des autres organisations de combat de l'époque telles que le Shooto, le Shoot-boxing et l'UFC. En 1998 les règles changèrent et sont désormais plus proches de celles des autres organisation de combat libre.